# Eosembia lamunae
Eosembia lamunae is een insectensoort uit de familie Oligotomidae, die tot de orde webspinners (Embioptera) behoort. De soort komt voor in Thailand.
Eosembia lamunae is voor het eerst wetenschappelijk beschreven door Poolprasert, Sitthicharoenchai, Lekprayoon & Butcher in 2011.